# کاشی بام

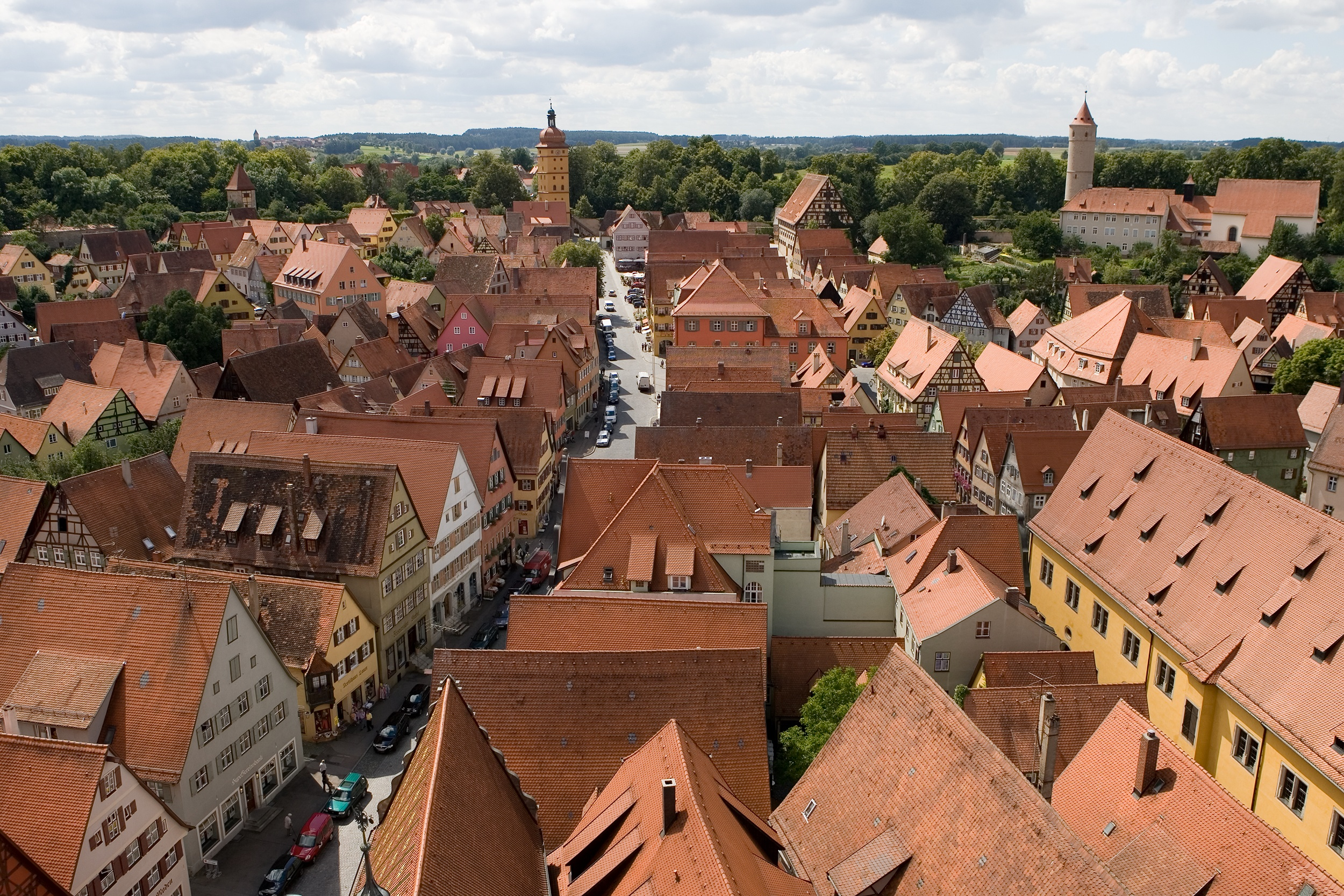
پشت بام‌ها با کاشی «دم س‍‍گ آبی» در دینکلسبوهل، آلمان

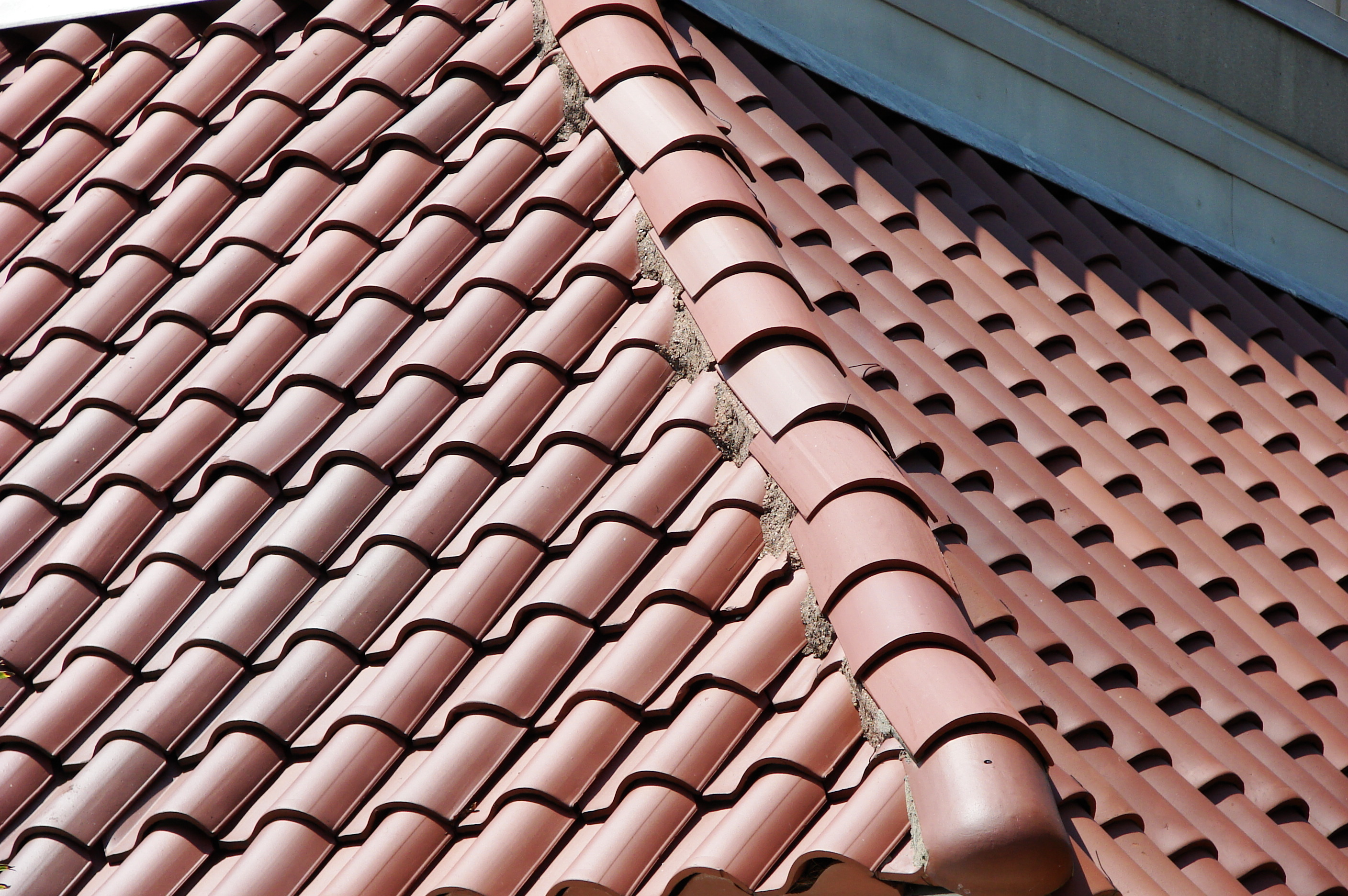
کاشی بام سرامیکی به سبک استعماری اسپانیایی در تگزاس آمریکا

کاشی‌های بام (انگلیسی: Roof tiles) به‌طور عمده برای محافظت بام ساختمان از باران طراحی شده و به‌طور سنتی از مصالح محلی و مواد در دسترس ساخته می‌شوند. مانند سفال‌های رُسِ کوره پُخته‌شده، تخته سنگ یا مصالح مدرنی همچون بتن و پلاستیک. برخی از کاشی‌های بام سفالی را با لعاب ضدآب می‌کنند.